# Vlag van het Brits Indische Oceaanterritorium
De vlag van het Brits Indische Oceaanterritorium werd aangenomen op 8 november 1990. De vlag komt overeen met die van vrijwel alle andere Britse afhankelijke gebieden voor wat betreft de opname van de vlag van het Verenigd Koninkrijk in het kanton. De palm in combinatie met de kroon, aan de rechterzijde van de vlag, is het symbool van het territorium. De golvende banen verwijzen naar de Indische Oceaan, en de opname ervan in de vlag is een breekpunt met het traditionele ontwerp van vlaggen van Britse afhankelijke gebieden.
Aangezien burgers het Brits Indische Oceaanterritorium niet mogen bezoeken, is het weinig duidelijk waar en wanneer de vlag gebruikt wordt. De eilanden zijn momenteel enkel in gebruik als Amerikaanse militaire basis.

## Historische vlaggen
In 1990 werd een iets andere versie van de vlag gevoerd:

Vlag van 1990
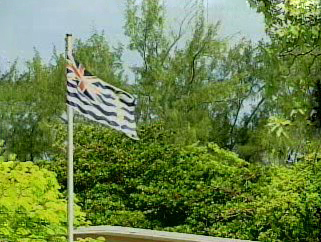
Vlag op Diego Garcia